# Кеннемерландський діалект
Кеннемерландський діалект (нід. Kennemerlands) — це один з основних субдіалектів голландського діалекту, на якому з давніх часів розмовляли у Кеннемерланді, регіоні на узбережжі Північного моря Північної Голландії між Гарлемом і Кастрікюмом.
Кеннемерландський діалект, ймовірно, виник у середньовіччі, між 1100 і 1300 роками, і був утворений взаємодією між фризькою мовою, якою в той час ще розмовляли в північній частині Голландії, і нижньофранкськими діалектами, які тоді просувалися з півдня і які пізніше розвинулися в голландський діалект. Кеннемерландський є найпівнічнішим діалектом голландського, який не має чіткого фризького субстрату, і таким чином він відрізняється від сусідніх діалектів: західнофризького, занського та ватерландського.
Сьогодні кеннемерландським все ще розмовляють переважно в регіонах південного та центрального Кеннемерленду. На півдні ареал діалекту поширюється до міста Гарлему, але сам Гарлем належить до ареалу південноголландського діалекту, хоча лінгвісти вважають, що спочатку це був кеннемерландський діалект.
У центральній частині Кеннемерланда діалект демонструє сильнішу схожість із західнофризьким та занським, ніж на півдні. Село Егмонд-ан-Зе не належить до діалектної області кеннемерландского, а утворює в ній анклав, причому Егмонд зараховується до західнофризьких діалектів.